# Omar Khayyam
Omar Khayyam (persa: غیاث الدین ابو الفتح عمر بن ابراهیم خیام نیشابوری, Ghiyās od-Dīn Abul-Fatah Omār ibn Ibrāhīm Khayyām Nishābūrī) (Nixapur, Ariana, 18 de maig de 1048 – 4 de desembre de 1131) fou un poeta, matemàtic, filòsof i astrònom persa. També se l'anomena Omar al-Khayyami o ‘Umar Ḫayyām (Gran Enciclopèdia Catalana).

## Biografia
Tot i que algunes fonts afirmen que va néixer prop de Balkh (nord de l'actual Afganistan) on hauria passat la seva primera infantesa, sembla més probable el seu naixement i estudis a Nixapur (actual Iran). on la seva família tenia un negoci de tendes de campanya. En la seva educació a Nixapur va rebre influències de diferents corrents de pensament com el taoisme, la filosofia heraclítea, el budisme i l'upanixad. En acabar els estudis va estar a Samarcanda, on va compondre el seu tractat d'àlgebra, i a Esfahan, on va col·laborar en la construcció de l'observatori i de les taules astronòmiques. El 1074, a Esfahan, va reformar el calendari persa, establint la duració de l'any en 365,24219858156 días (una duració molt aproximada a la utilitzada actualment). En morir el sultà Màlik-Xah (1092) va fer la peregrinació a La Meca i el 1095 va retornar a Nixapur on va romandre fins a la seva mort, continuat la seva aventura intel·lectual en aïllament.

## Rebuda

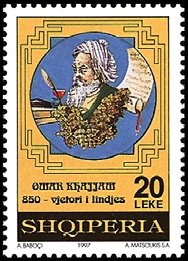
Segell d’Albània el 1997, titulat 850è aniversari del naixement d'Omar Khayyam

Els diferents extractes biogràfics que es refereixen a Omar Khayyam el descriuen com a inigualable en coneixements i assoliments científics durant el seu temps. Per exemple, per l'autor de Firdaws al-tawārikh, autor deTārikh alfī, i al-Isfahani. Shahrazuri (m. 1300) l'estima molt com a matemàtic, i afirma que pot ser considerat com el successor d’Avicena en les diverses branques de l'aprenentatge filosòfic. Al-Qifti (m. 1248), tot i que no estava d'acord amb els seus punts de vista, admet que no tenia igual en el seu coneixement de la filosofia natural i l'astronomia. Tot i ser aclamat com a poeta per una sèrie de biògrafs, segons Richard N. Frye «encara és possible argumentar que l'estatus de Khayyam com a poeta de primer rang és un desenvolupament relativament tardà».
Thomas Hyde va ser el primer europeu a cridar l'atenció sobre Khayyam i a traduir un dels seus quartets al llatí (Historia religionis veterum Persarum eorumque magorum, 1700). L'interès occidental per Pèrsia va créixer amb el moviment orientalisme al segle xix. Joseph von Hammer-Purgstall (1774–1856) va traduir alguns dels poemes de Khayyam a l'alemany el 1818, i Gore Ouseley (1770–1844) a l'anglès el 1846, però Khayyam va romandre relativament desconegut a Occident fins després de la publicació d’Edward FitzGerald. Rubaiyat d'Omar Khayyam el 1859. El treball de FitzGerald al principi no va tenir èxit, però va ser popularitzat per Whitley Stokes a partir de 1861, i el treball va arribar a ser molt admirat pels prerrafaelites. El 1872 FitzGerald va fer imprimir una tercera edició que va augmentar l'interès per l'obra a Amèrica. A la dècada de 1880, el llibre era molt conegut a tot el món de parla anglesa, fins al punt de la formació de nombrosos Omar Khayyam Clubs i un culte fi de segle del Rubaiyat. Els poemes de Khayyam han estat traduïts a moltes llengües; molts dels més recents són més literals que els de FitzGerald.
La traducció de FitzGerald va ser un factor per reactivar l'interès per Khayyam com a poeta fins i tot al seu Iran natal. Sadegh Hedayat a les seves cançons de Khayyam (Taranehha-ye Khayyam, 1934) va reintroduir el llegat poètic de Khayyam a l'Iran modern. Sota la dinastia Pahlavi, un nou monument de marbre blanc, dissenyat per l'arquitecte Houshang Seyhoun, va ser erigit sobre la seva tomba. Una estàtua d’Abolhassan Sadighi es va erigir al parc Laleh, Teheran als anys 60, i un bust del mateix escultor es va col·locar a prop del mausoleu de Khayyam a Nixapur. L'any 2009, l'estat de l'Iran va fer donació d'un pavelló a l’Oficina de les Nacions Unides a Viena, inaugurat al Centre Internacional de Viena. El 2016, es van inaugurar tres estàtues de Khayyam: una a la Universitat d'Oklahoma, una a Nixapur i una a Florència, Itàlia. Més de 150 compositors han utilitzat el Rubaiyat com a font d'inspiració. La primera compositora d'aquest tipus va ser Liza Lehmann.
FitzGerald va convertir el nom de Khayyam com Tentmaker, i el nom anglicitzat d'Omar the Tentmaker va ressonar a la cultura popular de parla anglesa durant un temps. Així, Nathan Haskell Dole va publicar una novel·la anomenada Omar, the Tentmaker: A Romance of Old Persia el 1898. Omar the Tentmaker of Nixapur és una novel·la històrica de John Smith Clarke, publicada a 1910. Omar the Tentmaker també és el títol d'una obra de teatre de 1914 de Richard Walton Tully en un ambient oriental, adaptada com a pel·lícula muda el 1922. El general estatunidenc Omar Bradley va rebre el sobrenom d'Omar the Tent-Maker a la Segona Guerra Mundial.

### El quartet Moving Finger

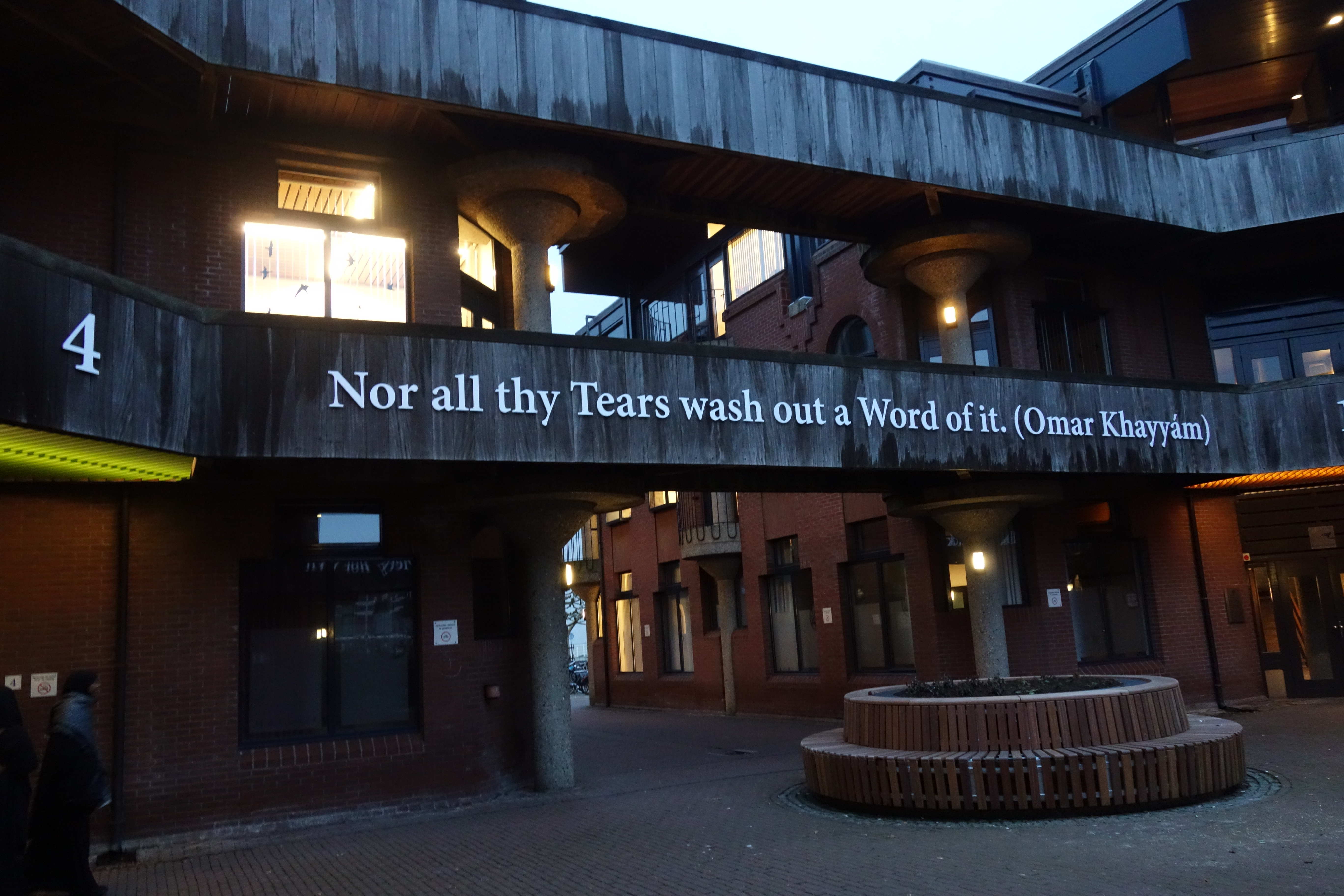
Una línia de traducció a l'anglès del quartet The Moving Finger. Rubiyats perses d'Omar Khayyam en un dels edificis de la facultat de la Universitat de Leiden

El quartet d'Omar Khayyam conegut com El dit en moviment, en la forma de la seva traducció del poeta anglès Edward Fitzgerald és un dels quartets més populars de l’anglosfera. Es llegeix:
| « | El dit en moviment escriu; i havent escrit, Passa endavant: ni tota la teva Pietat ni Enginy El tornarà a atreure per cancel·lar mitja línia, Ni totes les teves llàgrimes renten ni una paraula. | » |

El títol de la novel·la The Moving Finger escrita per Agatha Christie i publicada el 1942 es va inspirar en aquest quartet de la traducció de Rubaiyat d’Omar Khayyam d’Edward Fitzgerald. Martin Luther King també cita aquest quartet d'Omar Khayyam en un dels seus discursos, Beyond Vietnam: A Time to Break Silence:
| « | "Potser cridem desesperadament perquè el temps s'aturi al seu pas, però el temps és inflexible a cada súplica i s'afanya. Sobre els ossos blanquejats i els residus confusos de nombroses civilitzacions hi ha escrites les patètiques paraules: Massa tard. Hi ha un llibre invisible de la vida que registra fidelment la nostra vigilància o la nostra negligència. Omar Khayyam té raó: "El dit en moviment escriu i el fet de tenir escriptura continua". | » |

En un dels seus discursos de disculpa sobre l'Escàndol Lewinsky, Bill Clinton, el 42è president dels EUA, també cita aquest quartet.

### Altres referències de la cultura popular
El 1934 Harold Lamb va publicar una novel·la històrica Omar Khayyam. L'escriptor franco-libanès Amin Maalouf va basar la primera meitat de la seva novel·la de ficció històrica Samarcanda en la vida de Khayyam i la creació del seu Rubaiyat. L'escultor Eduardo Chillida va produir quatre peces massives de ferro titulades Mesa de Omar Khayyam (la taula d'Omar Khayyam) a la dècada del 1980.
El cràter lunar Omar Khayyam va ser nomenat en el seu honor l'any 1970, igual que el planeta menor 3095 Omarkhayyam descobert per l'astrònom soviètic Lyudmila Zhuravlyova el 1980.
Google ha llançat dos Google Doodles commemorant-lo. El primer va ser en el seu 964è aniversari el 18 de maig de 2012. El segon va ser en el seu 971è aniversari el 18 de maig de 2019.

## Obra
Khayyam és un dels escasos personatges que han passat a la història com a gran poeta i gran matemàtic alhora.
És conegut, especialment fora de l'Iran, pels quartets (robaí) del llibre conegut com Els Robaiat d'Omar Khayyam (vegeu edicions en català més endavant) popularitzats des del 1859 per la traducció recreada del poeta anglès Edward FitzGerald.
Les seves contribucions matemàtiques inclouen el Tractat sobre la demostració de problemes d'àlgebra (1070), en què dona un mètode geomètric per resoldre una equació de tercer grau intersecant una hipèrbola amb un cercle.
També va contribuir a reformar el calendari, i podria haver proposat una teoria heliocèntrica, molt anterior a la de Copèrnic. El seu llegat és patent en la quantitat de cites d'autors posteriors i en els personatges i llocs anomenats en el seu honor, incloent-hi un cràter de la Lluna i un planeta nan.

### Contribucions a les matemàtiques
En la seva obra sobre l'àlgebra, esmentada anteriorment, indica com resoldre equacions cúbiques i apunta solucions per a ordres superiors mitjançant segments i no nombres, és a dir, usant la geometria. En aquest camp va ser pioner en connectar la geometria amb l'àlgebra.
També va escriure dues obres sobre els Elements de Geometria d'Euclides. En una d'elles, comentant el Llibre V, discrepa de la definició de proporcionalitat establerta per Euclides. En l'altra intenta demostrar el cinquè postulat mitjançant el procediment dels angles agut, obtús i recte, cosa que el converteix en un antecedent dels quadrilàters de Saccheri o de Lambert.
Va ser ell el primer que anomenà X la incògnita d'una equació, establint així la formulació clàssica d'aquestes. Escrivia shiy per referir-se a l'element desconegut que calia esbrinar, nom que va ser trascrit com a xay en castellà i d'allà es va agafar la inicial que indica incògnita.
Va reformar el calendari persa i, gràcies al seu coneixement matemàtic i a les observacions astronòmiques que va dirigir, va afinar fins al punt de tenir un error d'un dia cada 3.770 anys, molt per sobre del calendari gregorià. Aquest calendari continua vigent en l'actualitat a l'Iran.

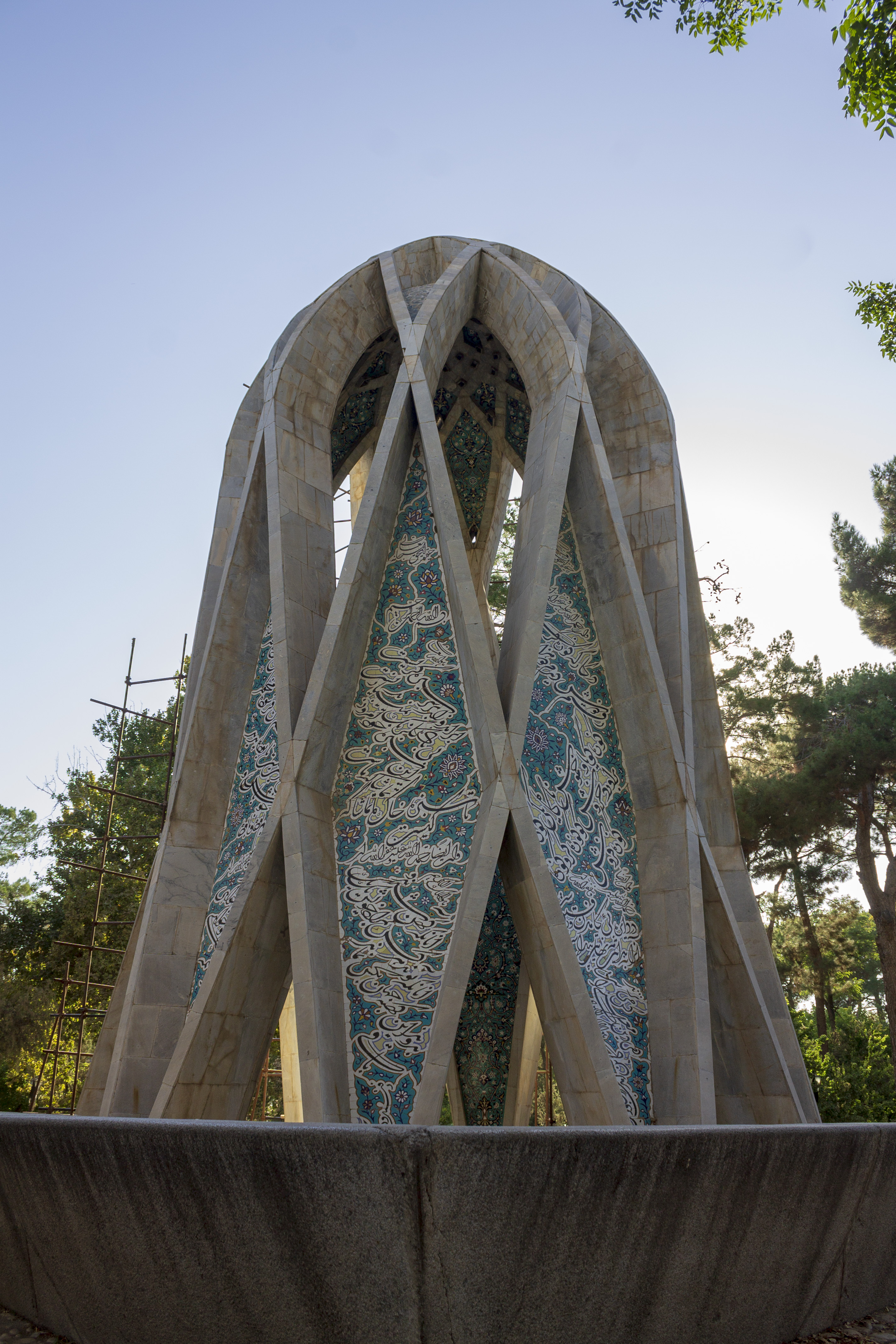
Mausoleu d'Omar Khayyam a Nixapur.

### Contribucions a les humanitats
Tot i que existeix controversia sobre la seva autoria (alguns estudiosos han arribat a afirmar que el Rubaiyat no és seu), la seva contribució més famosa és en el camp de la poesia, marcada per l'hedonisme i el coneixement dels clàssics, que instava a llegir per conrear el coneixement, enfront de determinats corrents religiosos que rebutjaven els textos grecollatins per pagans. Les seves quartetes (ruba'i en àrab) han estat llegides en clau mística sufí, en les quals el vi, que apareix constantment, seria una al·legoria de la presència divina. Aquest vi també s'ha interpretat com a sinònim de gaudi, en un paper similar al del déu Dionís grec. Com que els musulmans tenen prohibit l'alcohol, uns quants han volgut veure en aquests versos una prova de l'ateisme o nihilisme de l'autor.

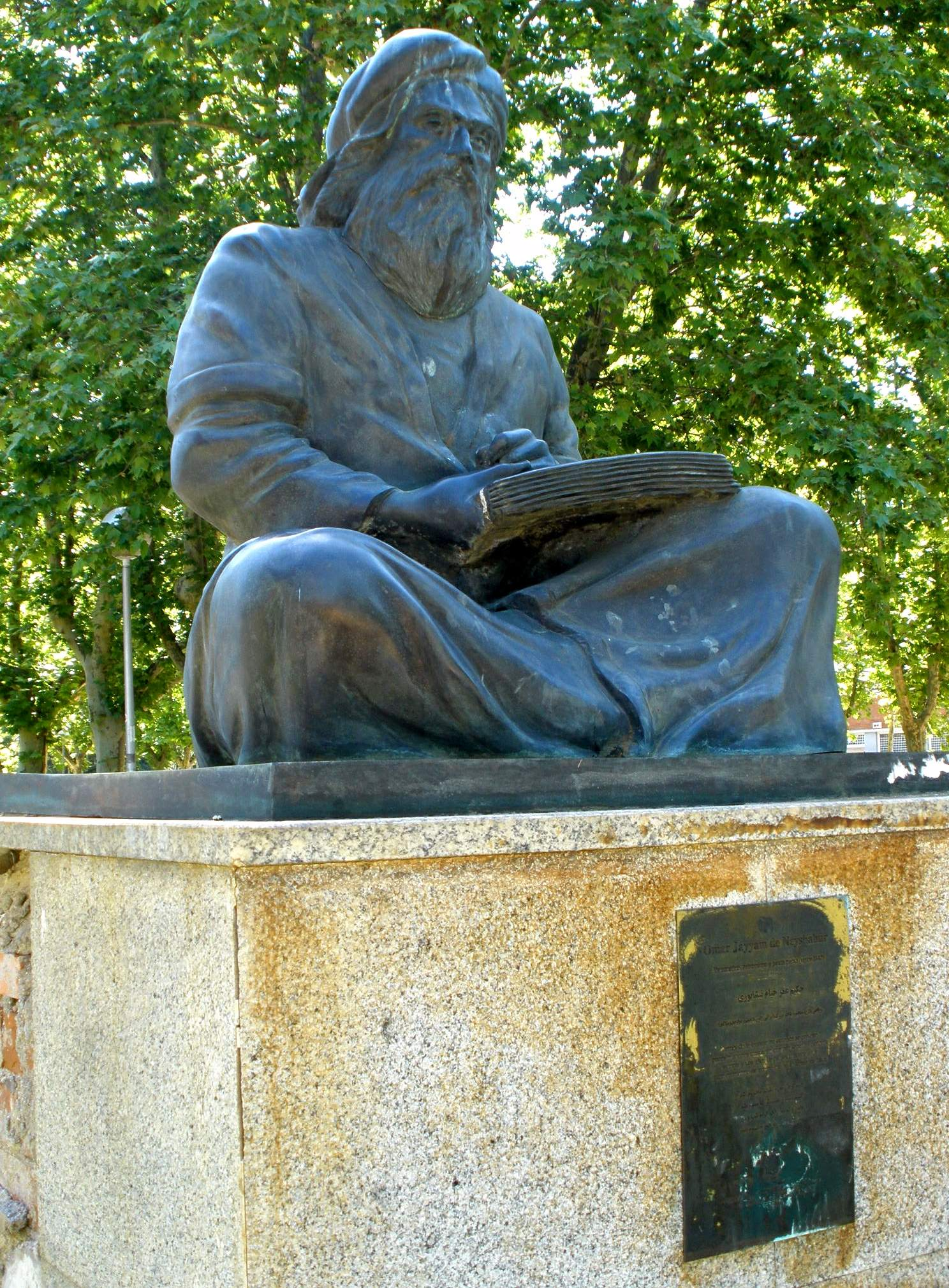
Monument a Omar Khayyam a la Ciutat Universitària de Madrid.

Khayyam era, tanmateix un home creient, ja que sostenia que Déu era el fonament de l'ordre del cosmos, que havia establert les lleis que havien de ser desxifrades per l'ésser humà. Aquest Déu, però, no castigava les persones que buscaven el plaer, com sostenien els textos sagrats, sinó que era una instància abstracta i creadora. Dins la creació, distingia dos tipus d'éssers, els naturals, que tenen una existència independent en la natura, i els matemàtics, entesos com a propietats associades als primers, en la línia de la substància segona d'Aristòtil.

## Traduccions al català
- Khayyâm, Omar. Esteve Serra (trad.). Rubaiyat.  José J. de Olañeta, Editor, 1997. ISBN 978-84-7651-676-8.
- Khayyam, Omar. Ramon Vives Pastor (trad.), Pau Sarredell (ed.). Rubaiat.  Res Publica, 2001. ISBN 84-89810-37-0.
- Khayyãm, Umar. Família Creus Brunat (ed.). Quartetes rubã'ïyyat.  Centro de Estudios Internacionales de Biología y Antropología, 2004. ISBN 84-933643-0-4.
- Khayyam, Omar. Àlex Queraltó Bartrés (trad.). Quartetes d'Omar Khayyam.  Adesiara Editorial, 2010. ISBN 978-84-92405-26-8.

## Galeria

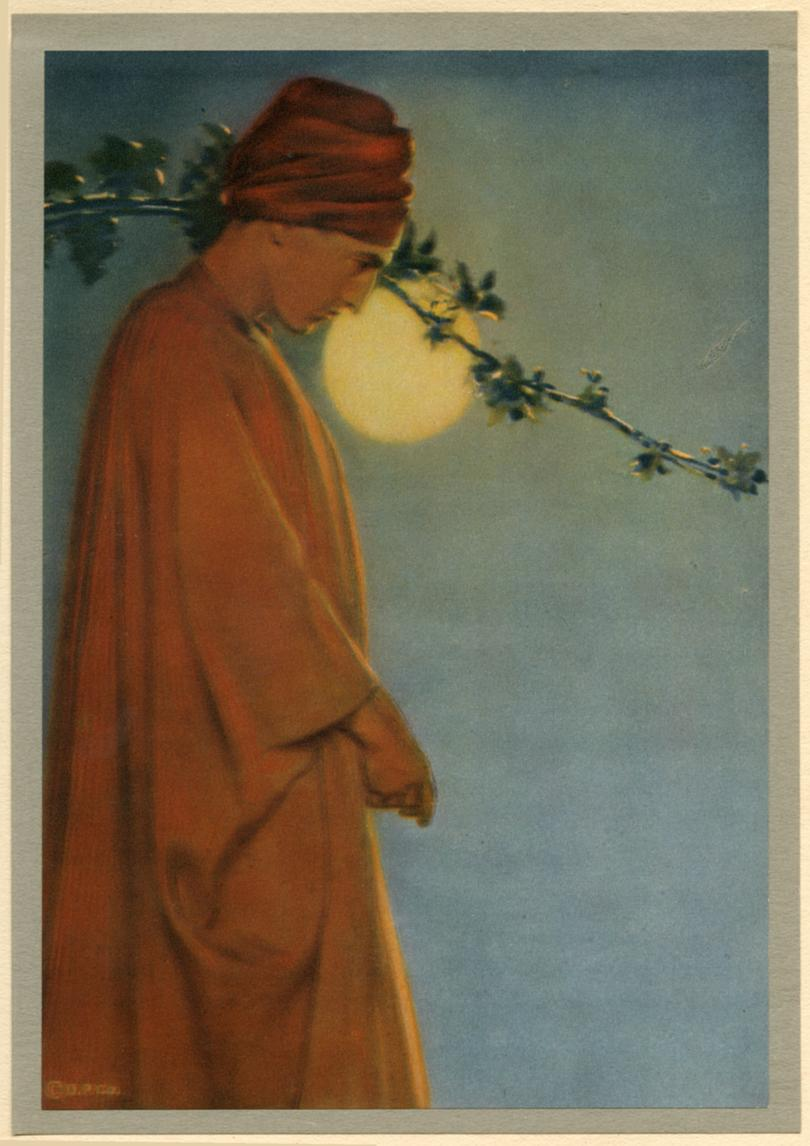
"Un rubí s'encén a la vinya", il·lustració per a Rubaiyat d'Omar Khayyam de FitzGerald d'Adelaide Hanscom Leeson (c. 1905).
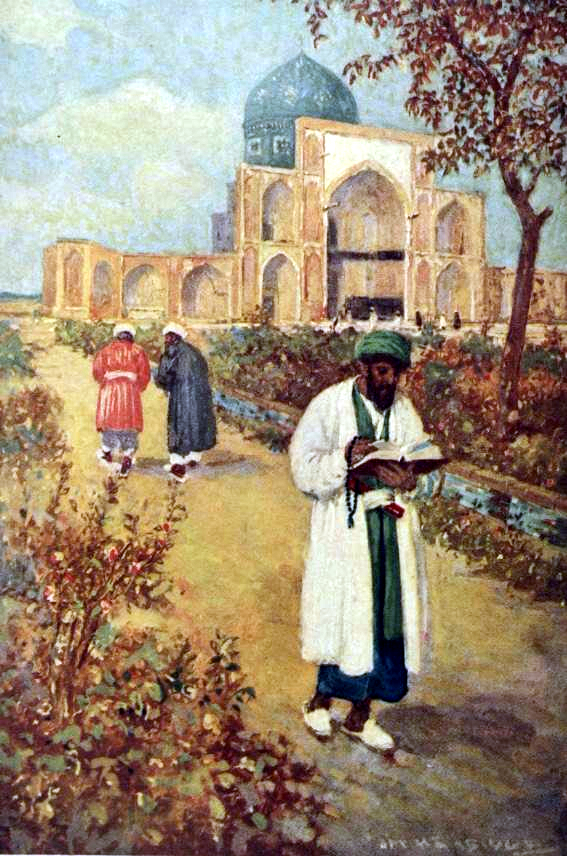
"A la tomba d'Omar Khayyam" de Jay Hambidge (1911).
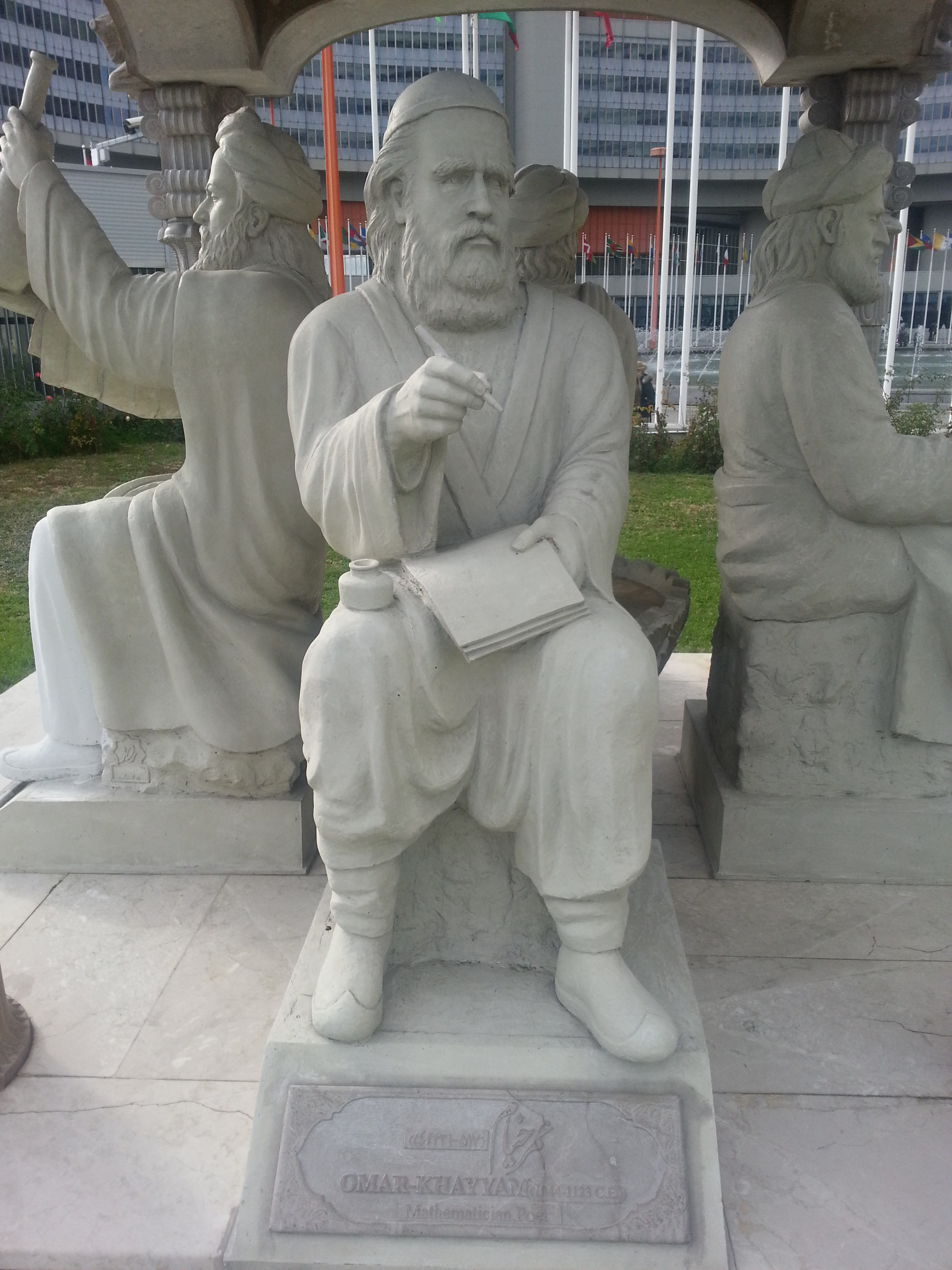
L'estàtua de Khayyam a l'Oficina de les Nacions Unides a Viena com a part del pavelló d'estudiosos perses donat per Iran.
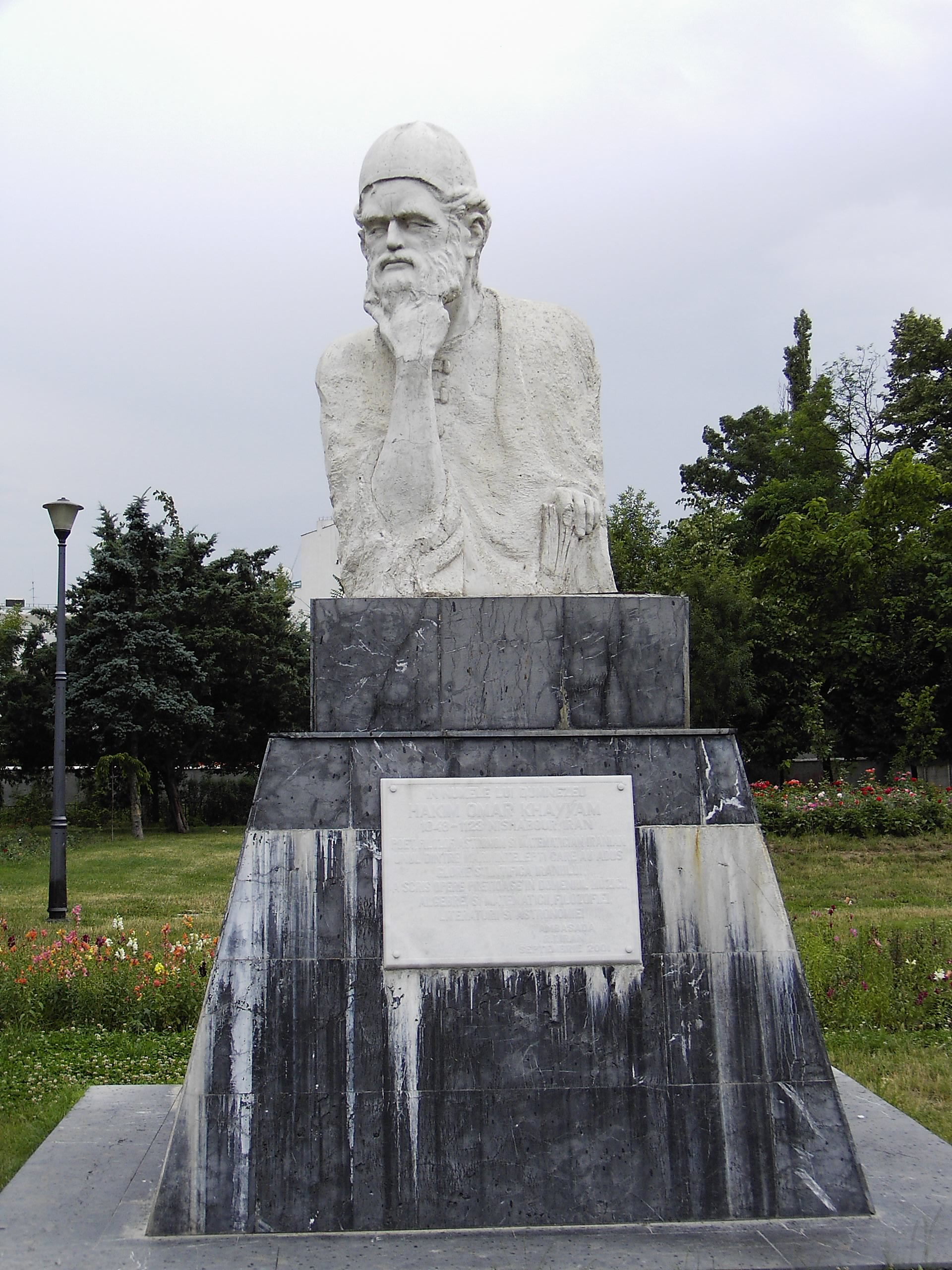
Estàtua d'Omar Khayyam a Bucarest
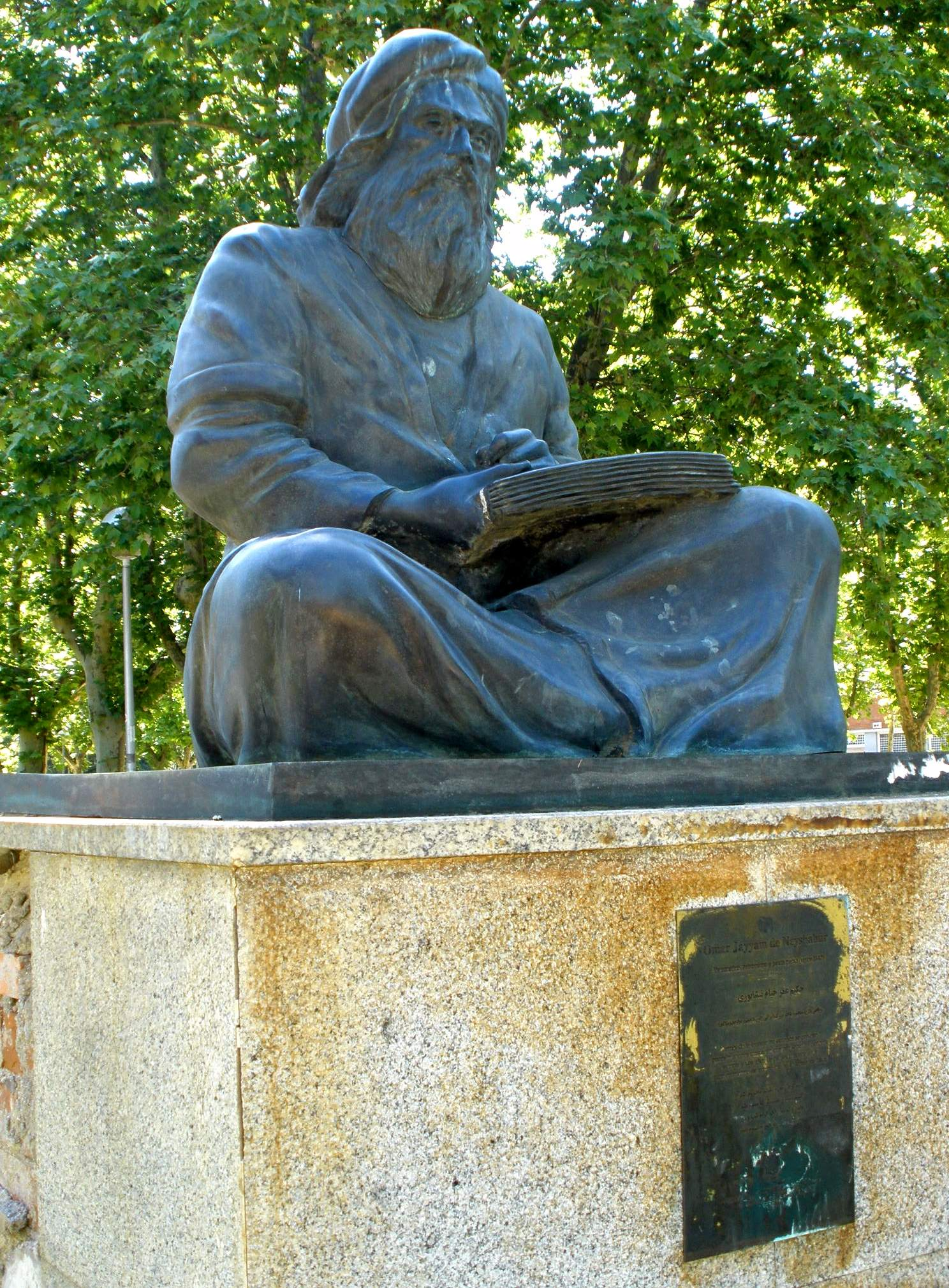
Monument a Omar Khayyam a la Ciutat Universitària de Madrid